# Diplodactylus laevis
Espèce
Synonymes
- Gymnodactylus laevis Sternfeld, 1925

Diplodactylus laevis est une espèce de geckos de la famille des Diplodactylidae.

## Répartition
Cette espèce est endémique d'Australie. Elle se rencontre en Australie-Occidentale, en Australie-Méridionale, au Territoire du Nord.

## Description
Diplodactylus laevis mesure de 42,39 à 64,85 mm de longueur standard.

## Alimentation
Son régime alimentaire se compose de fourmis et de termites.

## Publication originale
- Sternfeld, 1925 : Beiträge zur Herpetologie Inner-Australiens. Abhandlungen Herausgegeben von der Senckenbergischen Naturforschenden Gesellschaft, vol. 38, p. 221-251.